# ماريا مارتوريل
ماريا مارتوريل (من مواليد 28 مارس 1942، فالنسيا) سياسية إسبانية تنتمي إلى حزب الشعب.
مارتوريل حاصلة على درجة الدكتوراه في الفلسفة. تعمل أستاذة في كلية الفلسفة بجامعة فالنسيا. من الناحية السياسية شغلت منصب المدير العام للتعليم والبحث بالجامعة في الإدارة الإقليمية في منطقة بلنسية. في مارس 2000 تم انتخابها لعضوية مجلس النواب الإسباني عن منطقة فالنسيا ولكنها استقالت بعد شهرين فقط بعد تعيينها وزيرة للبيئة. لها عدد من الكتب والأعمال الأكاديمية في مجال التعليم.